# (23094) 1999 XF143
1999 أكس أف 143 (ويعرف أيضًا باسم (23094) 1999 أكس أف 143 وفق تسمية الكوكب الصغير) (بالإنجليزية: 1999 XF143)‏ هو كويكب ضمن حزام الكويكبات؛ وترتيبه 23094 من حيث الاكتشاف.
اكتُشف هذا الجُرم الفلكي بواسطة Charles W. Juels ‏ في 15 ديسمبر 1999.

## وصلات خارجية
- (23094) 1999 XF143 في قاعدة بيانات مختبر الدفع النفاث لأجرام النظام الشمسي الصغيرة

- الاكتشاف · مخطط المدار ·  العناصر المدارية · المعلمات المادية

- (23094) 1999 XF143 على موقع ويكي سكاي: DSS2, SDSS, GALEX, IRAS, Hydrogen α, X-Ray, Astrophoto, Sky Map, Articles and images